# Samdrup Jongkhar
Samdrup Jongkhar (Dzongkha:བསམ་གྲུབ་ལྗོངས་མཁར་) es un pueblo y la capital del distrito homónimo en Bután. Se trata de uno de los asentamientos más antiguos y el mayor centro urbano del este del país.

## Geografía

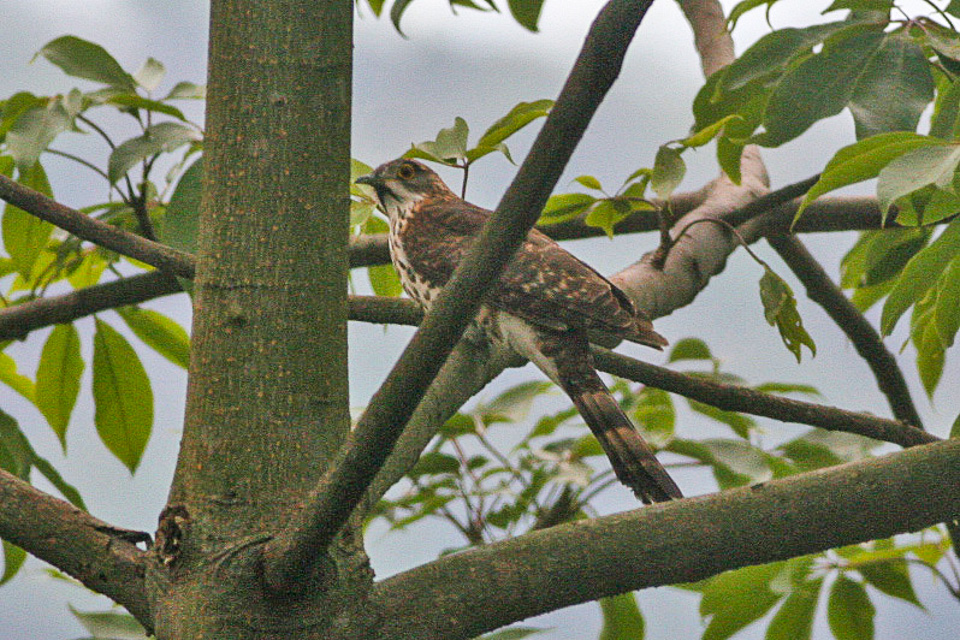
Un Hierococcyx sparverioides (halcón-cuco) fotografiado en la zona

Samdrup Jongkhar se encuentra en la esquina sureste de Bután, muy próximo a la frontera con el estado de Assam en la India. Debido a su posición al sur del país y su lejanía al Himalaya goza de un clima subtropical.

## Historia

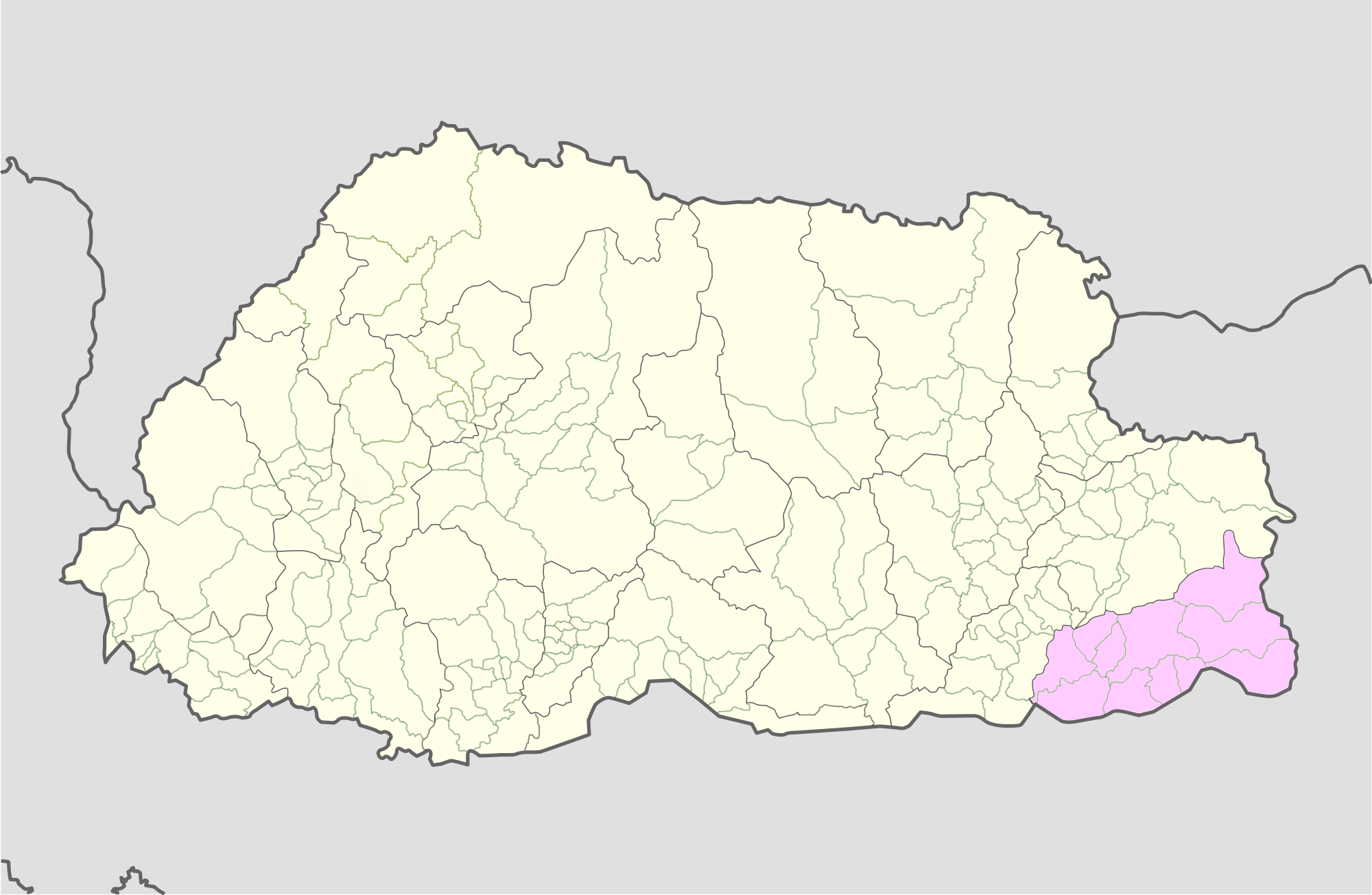
Ubicación del distrito en Bután

En el pasado, los oficiales políticos británicos estacionados en Sikkim tomaron la ruta de Samdrup Jongkhar para introducirse en Bután. Históricamente, la región fue administrada por el Gyadrung estacionado en Dewangiri. Actualmente, la carretera de Trashigang a Samdrup Jongkhar, terminada en la década de 1960, conecta las regiones del este y el sur del país.
Hay varios lugares destacados en la zona, como el criadero de Mithun y el Samdrup Jongkhar Dzong. Los mithuns están considerados como la mejor raza de ganado en Bután. Esta granja abastece a los agricultores de los seis distritos orientales. El Dzong es una de las fortalezas más nuevas que se han construido en el país. A diferencia de otros Dzongs que se construyen en lugares estratégicos, en la cima de las montañas o entre ríos, el de Samdrup Jongkhar está construido en un área plana y abierta. En cuanto a asuntos religiosos, el Zangdopelri es un templo ubicado en el centro de la ciudad. Cuenta con tres pisos de altura y destaca por sus frescos y estatuas.

## Economía
Debido a que el Dzongkhag sirve como centro de negocios para los otros cinco Dzongkhags orientales, la ciudad de Samdrup Jongkhar es relevante para el comercio. Además, es la sede de la administración del distrito. La ubicación cercana con la frontera proporciona acceso al mercado indio, por lo que cuenta con una gran presencia de vendedores y comerciantes del país vecino.